# Sado (Setúbal)
A Freguesia do Sado é uma freguesia portuguesa do Município de Setúbal com 65,50 km² de área e 5357 habitantes (censo de 2021), tendo, por isso, uma densidade populacional de 81,8 hab./km².

## História
A Freguesia do Sado foi criada pela Lei n.º 113/85, de 4 de outubro. com lugares desanexados da freguesia de S. Sebastião.

## Demografia
A população registada nos censos foi:
| Distribuição da População por Grupos Etários | Distribuição da População por Grupos Etários | Distribuição da População por Grupos Etários | Distribuição da População por Grupos Etários | Distribuição da População por Grupos Etários |
| -------------------------------------------- | -------------------------------------------- | -------------------------------------------- | -------------------------------------------- | -------------------------------------------- |
| Ano                                          | 0-14 Anos                                    | 15-24 Anos                                   | 25-64 Anos                                   | > 65 Anos                                    |
| 2001                                         | 763                                          | 873                                          | 3145                                         | 676                                          |
| 2011                                         | 855                                          | 620                                          | 3272                                         | 1036                                         |
| 2021                                         | 697                                          | 521                                          | 2647                                         | 1492                                         |

## Localidades
A freguesia do Sado engloba três localidades principais, Praias do Sado, Santo Ovídio e Faralhão, para além de uma das principais zonas industriais associadas à cidade de Setúbal, a zona de Mitrena.
Segundo o censo de 2011, a população da freguesia distribuía-se pelos seguintes lugares censitários:
- Faralhão: 892 hab.
- Praias do Sado: 2260 hab.
- Monte dos Patos: 81 hab.
- Santo Ovídio: 2398 hab.
- Vale da Rosa: 18 hab.
- Outros: 44 hab.

## Atividade
Na zona de Mitrena desenvolvem a sua atividade, entre outras, as seguintes grandes empresas:
- Central térmica: produção de energia electrica a partir de fuelóleo, construída e explorada pela EDP;
- Portucel: fabrico de pasta de papel;
- Sapec: fabrico de adubos e produtos químicos.

Também importante outrora foi a extração de sal, actividade actualmente em acentuado declínio, que foi substituída em parte por viveiros de peixe.